# Gnathochorisis restrictus
Gnathochorisis restrictus là một loài tò vò trong họ Ichneumonidae.